# Salvu Troisi
Salvu Troisi (* 23. April 1892 in Birkirkara; † 1920er-Jahre) war ein maltesischer Fußballspieler auf der Position eines Stürmers, der als einer der besten Stürmer des maltesischen Fußballs aller Zeiten gilt.

## Leben
In der Saison 1909/10 wurde die maltesische Fußballliga Civilian Football League eingeführt und der FC Msida Saint Joseph gehörte zu den 5 Gründungsmitgliedern. Zu den Spielern der ersten Stunde gehörten auf Seiten des FC Msida Saint Joseph die drei Troisi-Brüder, von denen der älteste Salvu der unumstrittene Star der Mannschaft war. Seine Qualitäten blieben den anderen Vereinen nicht verborgen und so verpflichtete der Meister der ersten Saison, FC Floriana, den talentierten Spieler noch vor der folgenden Saison 1910/11.
Nach zwei Spielzeiten beim FC Floriana wechselte Troisi 1912 zu den Ħamrun Spartans, bei denen er bis 1919 blieb. Während dieser Zeit spielte Salvu Troisi zeitweise in Italien für den SSC Neapel und gründete 1917 in seiner Geburtsstadt den Verein Birkirkara United, der 1950 mit dem Stadtrivalen Birkirkara Celtic zum FC Birkirkara fusionierte.
Später spielte er noch kurzzeitig für den FC St. George’s, bevor er nach Tunesien ging, wo er bei einem Polizeisportverein spielte. Bald darauf starb Troisi an den Folgen der Spanischen Grippe.